# Reginaldo Ferreira da Silva
Reginaldo Ferreira da Silva (født 31. juli 1983) er en brasiliansk fodboldspiller.